# Bitwa nad rzeką Prut
Bitwa nad rzeką Prut – starcie zbrojne, które miało miejsce w roku 1621 w trakcie walk kozacko-tureckich. 
W sierpniu 1621 wojska kozackie wkroczyły na ziemie Hospodarstwa Mołdawskiego. Jednym z celów tej akcji było opóźnianie pochodu wojsk tureckich kierujących się w stronę Chocimia gdzie we wrześniu doszło do bitwy. Do większej potyczki doszło 16 sierpnia pod Konczanami – tego dnia Kozacy stawili silny opór wojskom tatarskim. 
Dnia 19 sierpnia armia Osmana II nadeszła w rejon walk. Około 90 Kozaków schroniło się w pobliskiej jaskini, skąd skutecznie odpierali oni ataki wojsk osmańskich. Turkom udało się w końcu podłożyć ogień w jaskini i zmusić do wyjścia stamtąd obrońców, których wybito. 
W tym czasie po drugiej stronie Prutu oddział 200 Kozaków chronił się w lesie, odpierając cały dzień ataki wojsk Hadżekiego paszy. Osmanowie używali artylerii, jednak niewiele wskórali przeciwko dobrze okopanym Kozakom. Następnie oddział janczarów starał się zdobyć pozycje kozackie atakując z drugiej strony rzeki. Powracający z jeńcami lub głowami Kozaków żołnierze, byli osobiście nagradzani przez sułtana tureckiego. 
Walki trwały do późnej nocy. Pod osłoną ciemności Kozacy opuścili stanowiska obronne, wycofując się głęboko w las. Ścigający Kozaków Osmanowie zabili w pościgu wielu przeciwników, z których nielicznym udało się ostatecznie wycofać. Po bitwie rozwścieczony sułtan nakazał stracić wszystkich jeńców. W trakcie walki zginęło ponad tysiąc żołnierzy tureckich. 